# Guy Owen
 (signalé en mai 2025).
Si vous disposez d'ouvrages ou d'articles de référence ou si vous connaissez des sites web de qualité traitant du thème abordé ici, merci de compléter l'article en donnant les références utiles à sa vérifiabilité et en les liant à la section « Notes et références ».
- Archive Wikiwix
- Bing
- Cairn
- DuckDuckGo
- E. Universalis
- Gallica
- Google
- G. Books
- G. News
- G. Scholar
- Persée
- Qwant
- (zh) Baidu
- (ru) Yandex
- (wd) trouver des œuvres sur Wikidata

Pour les articles homonymes, voir Owen.
Guy Rochon Owen, né le 22 août 1913 et mort le 21 avril 1952 à Ottawa (Ontario), est un patineur artistique canadien, triple vice-champion du Canada de 1932 à 1934.

## Biographie

### Carrière sportive
Guy Owen remporte le championnat canadien junior en 1929, avant de devenir triple vice-champion du Canada de 1932 à 1934, derrière son compatriote Montgomery Wilson. Il représente son pays aux championnats nord-américains de 1935 à Montréal. Il ne participe jamais aux mondiaux, ni aux Jeux olympiques d'hiver.
Il pratique également le patinage de quartettes avec différents partenaires et participe aux championnats canadiens de 1929 et 1937. Ses partenaires sont d'abord Frances Claudet, Kathleen Lopdell et Melville Rogers de 1929 à 1931, puis Margaret Davis, Prudence Holbrook et Melville Rogers de 1932 à 1937. Avec eux, il représente son pays et remporte les quatre championnats nord-américains auxquels il participe : 1931 à Ottawa, 1933 à New York, 1935 à Montréal et 1937 à Boston.
Il arrête les compétitions sportives en 1937.

### Reconversion et famille
Guy Owen épouse en 1938 la patineuse Maribel Vinson (1911-1961). Ils s'installent à Berkeley en Californie, et deviennent des professionnels  dans des spectacles de patinage sur glace tels que l'International Ice Skate Revue, avant de créer leur propre spectacle.
Le couple a deux filles également patineuses, Maribel Owen (1940-1961) et Laurence Owen (1944-1961).
Ils divorcent en 1949. Les filles et son ex-épouse retournent vivre dans l'est des États-Unis dans le Massachusetts. Au cours de sa dernière année de vie, Guy Owen travaille à Spokane dans l'État de Washington . Alors qu'il rend visite à ses parents à Ottawa, il meurt à l'âge de 38 ans d'un ulcère perforé le 21 avril 1952.
Son ex-femme et ses filles meurent neuf ans plus tard dans la catastrophe aérienne du Vol Sabena 548 en Belgique.

## Palmarès
| Compétitions en individuel      | 1929 | 1930 | 1931 | 1932 | 1933 | 1934 | 1935 | 1936 | 1937 |  |  |  |  |  |  |  |
| Jeux olympiques d'hiver         |      |      |      |      |      |      |      |      |      |  |  |  |  |  |  |  |
| Championnats du monde           |      |      |      |      |      |      |      |      |      |  |  |  |  |  |  |  |
| Championnats d'Amérique du Nord |      |      |      |      |      |      | 7e   |      |      |  |  |  |  |  |  |  |
| Championnats du Canada          |      |      |      | 2e   | 2e   | 2e   | 3e   |      |      |  |  |  |  |  |  |  |
|                                 |      |      |      |      |      |      |      |      |      |  |  |  |  |  |  |  |
| Compétitions en quartettes      | 1929 | 1930 | 1931 | 1932 | 1933 | 1934 | 1935 | 1936 | 1937 |  |  |  |  |  |  |  |
| Championnats d'Amérique du Nord |      |      | 1er  |      | 1er  |      | 1er  |      | 1er  |  |  |  |  |  |  |  |
| Championnats du Canada          | 2e   |      | 3e   | 2e   | 1er  | 1er  | 1er  | 1er  | 1er  |  |  |  |  |  |  |  |
|                                 |      |      |      |      |      |      |      |      |      |  |  |  |  |  |  |  |